# 阿兰·希勒
阿兰·希勒，CBE（英語：Alan Shearer，1970年8月13日—）出生於英格兰紐卡索，前英格蘭足球運動員，司職前鋒。在十四年的英超生涯中，進球數高達260球。英超進球紀錄保持者。在國際賽方面，曾在1996年歐洲國家盃攻入5個進球，奪得該屆歐洲國家盃金靴獎。在2004年時，被球王比利挑選為FIFA 100名單成員之一，可謂是英格蘭的傳奇，世界足壇的翹楚。

## 生平

### 球員
阿兰·希勒出生於泰恩河畔纽卡斯尔，年青時參加當地業餘球隊的少年隊。在某一次的比賽時，被球探Jack Hixon發掘，收到邀請與南安普顿一同訓練，並於1986年獲得俱樂部的合約。
席勒在青年隊待了兩年的時間後，得到升上一線隊的機會，在當賽季獲得5場的出賽機會。並在對上兵工廠的比賽中，上演帽子戲法，此時的席勒也僅僅只有17歲。在如此高效率及極具潛力的表現下，也讓南安普頓在球季結束後，給席勒一張職業合同。在球隊中主要扮演持球及作球給隊友的角色。總計在南安普頓的四年中，上場118次並有23粒進球。
後來於1992/93年球季，希勒以當時最高的轉會費330萬英鎊轉穿上布莱克本流浪者足球俱乐部的球衣，並為球會贏得了1994/95年球季的英超冠軍，在希勒效力的4年內一共於聯賽上陣138場賽事，射入了超過100球入球。
1996/97年球季，希勒以1,500萬英鎊轉會至纽卡斯尔联，於1997年成為了聯賽的神射手，繼1994年獲得足球先生及1995年PFA足球先生後再獲得PFA足球先生的獎勵，及後的2002年取得OBE勳銜。於2005年的4月1日，希勒決定為球會上陣多1年。2006年4月17日作客東北部打桑德兰桑德兰足球俱乐部時撕裂膝頭韌帶，缺席球季餘下的比賽，由於希勒在季後退役，故此次受傷提早結束希勒的球員生涯。希勒未及傷瘉在5月11日纽卡斯尔联為他舉行對凯尔特人的告別賽中上陣，告別賽共吸引52,275名球迷入場，提供約100萬英鎊供慈善用途，結果3-2擊敗些路迪，希勒因傷只能主持開球禮及完場前主射十二碼結束比賽。希勒為球會在聯賽上陣超過300場之多，而且有140球多的進帳。

### 領隊
希勒擁有教練牌照，2006年5月15日希勒被纽卡斯尔联委任為「體育大使」，負責推廣球隊。同年12月被诺森比亚大学授予法学荣誉学士学位。2009年4月1日在赛季尚餘8輪比賽出山為纽卡斯尔联保級而擔任臨時領隊直到球季結束。賽季結束後，纽卡斯尔联足球俱乐部最終獲聯賽第18名降班英冠，希勒亦沒有繼續擔任球隊領隊。目前他是一名解說嘉賓。
2016年，他獲英廷授勳CBE勳銜。

## 榮譽
- 1994/95年赛季： 英超联赛冠軍
- 英超联赛历史上第一位进球超过100个的球员
- 英超联赛历史上第一位进球超过200个的球员
- 英超联赛历史上第一位为两家球會进球都超过100个的球员

三获英超联赛最佳射手:
- 1994/95赛季： 布莱克本流浪、34球
- 1995/96赛季： 布莱克本流浪、31球
- 1996/97赛季： 纽卡斯尔联、25球
- 1995年获英格兰超级联赛冠军及足球先生
- 1996年获欧洲杯最佳射手

在2003年4月24日，英格兰超级联盟宣布:
- 纽卡斯尔联9号队长、前英格兰国家队9号队长阿兰·希勒当选为英格兰超级联赛创办十年来的最佳球员

当选：
1. 英超十年最佳球员
2. 英超十年最佳本土球员
3. 英超十年最佳阵容
4. 英超十年最佳本土阵容
5. 英超总射手榜第一名
6. 英超联赛杰出贡献奖

## 統計紀錄
更新日期：2006年4月22日
|             | 出場次數    | 後補出場    | 入球數目    | 黃牌數目    | 紅牌數目    |
| 球 會 比 賽 | 球 會 比 賽 | 球 會 比 賽 | 球 會 比 賽 | 球 會 比 賽 | 球 會 比 賽 |
| ----------- | ----------- | ----------- | ----------- | ----------- | ----------- |
| 聯賽        | 559         | （14）      | 283         | 39          | 1           |
| 足總杯      | 58          | （0）       | 27          | 8           | 0           |
| 聯賽杯      | 50          | （1）       | 32          | 1           | 0           |
| 歐洲/其他   | 67          | （0）       | 36          | 8           | 0           |
| 總數        | 734         | （15）      | 378         | 56          | 1           |
| 國 際 比 賽 |             |             |             |             |             |
| 英格蘭      | 63          | （1）       | 30          | 3           | 0           |
| 英格蘭U-21  | 15          | （0）       | 13          | 0           | 0           |

## 外部連結
- 足球数据库：阿兰·希勒的球员统计数据